# Nick Hornby
Nick Hornby (Redhill, 17 aprile 1957) è uno scrittore, sceneggiatore, paroliere, critico musicale e critico letterario britannico.
Apprezzato romanziere umoristico, noto per il suo tipico black humour britannico, ha raggiunto un grande successo grazie ai romanzi Febbre a 90', Alta fedeltà e Un ragazzo, da cui sono stati tratti film di altrettanto successo.

## Biografia
Dopo aver frequentato la Maidenhead Grammar School, Hornby si è laureato in Letteratura inglese presso il Jesus College dell'Università di Cambridge. Inizialmente ha lavorato come insegnante, per poi divenire giornalista freelance e quindi romanziere e sceneggiatore cinematografico.

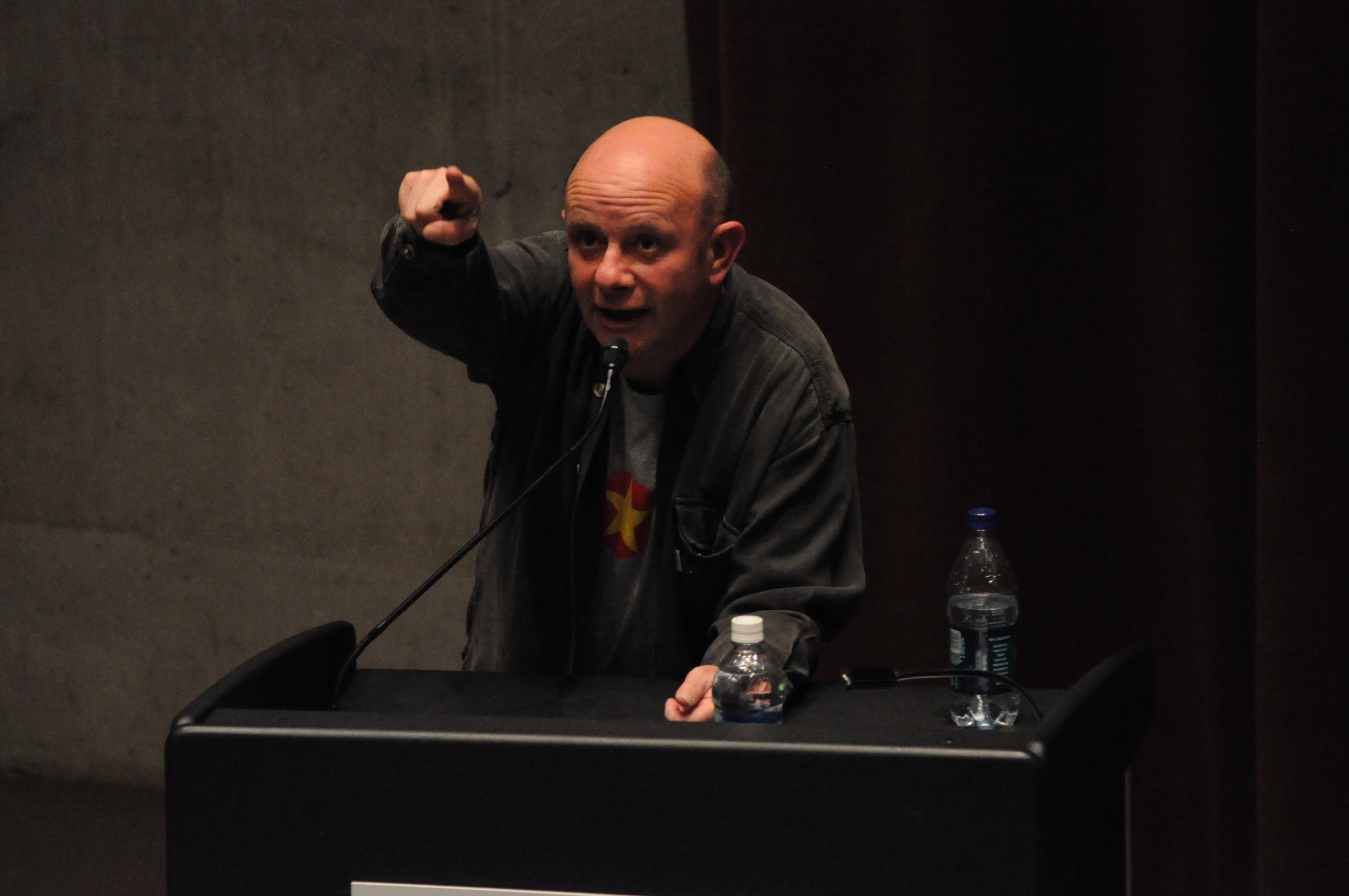
NIck Hornby durante una lettura nella biblioteca pubblica di Seattle

La fama di Hornby ha avuto inizio con il libro autobiografico Febbre a 90° (Fever Pitch) (1992), che narra la storia della sua vita come tifoso dell'Arsenal; a questo sono seguiti i romanzi di grande successo Alta fedeltà (High Fidelity) (1995), in cui la musica rock gioca un ruolo fondamentale, Un ragazzo (About a Boy) (1998), Come diventare buoni (How to Be Good) (2001) e Non buttiamoci giù (A Long Way Down) (2005).
Hornby ha scritto anche dei saggi, in particolare sulla musica pop. Nel 2002 ha pubblicato 31 canzoni, raccolta di saggi su 31 canzoni e album da lui scelti, da mostri sacri come Bruce Springsteen e Bob Dylan ad artisti del circuito indipendente come Ani DiFranco, da artisti pop da classifica come Nelly Furtado, a canzoni note soltanto a Hornby stesso. Scrive una rubrica di recensioni di libri per la rivista statunitense The Believer, in Italia queste rubriche sono pubblicate dal settimanale Internazionale. Una raccolta di questi articoli è stata poi pubblicata in Una vita da lettore, edito da Guanda nel 2006.
Hornby ha curato anche una raccolta di scritti sul calcio, uscita in Italia nel 2006 in occasione dei Mondiali di calcio intitolata Il mio anno preferito. Il libro raccoglie tutte storie sul calcio, di cui una è scritta proprio da Hornby. Nel 2008 esce il suo libro Tutto per una ragazza (Slam), edito da Guanda, che ha come protagonista il giovane quindicenne Sam Jones, patito dello skateboard alle prese con una ragazza. Il 5 novembre 2009 viene pubblicato in Italia, come sempre per la casa editrice Guanda, il nuovo romanzo dal titolo Tutta un'altra musica (titolo originale Juliet, Naked).
Nel 2010 pubblica, sempre per Guanda, la sceneggiatura del film An Education, primo film in cui l'autore inglese è sceneggiatore, uscito nelle sale italiane dal 5 febbraio 2010. Il 28 settembre dello stesso anno è uscito su cd e vinile il nuovo disco di Ben Folds "Lonely Avenue" di cui Hornby firma gli undici testi. Nel 2012 viene pubblicato Sono tutte storie (titolo originale More Baths, Less Talking), una raccolta di testi usciti tra maggio 2010 e dicembre 2011 sulla rivista The Believer, sempre per la casa editrice Guanda.
Nel 2012 pubblica il romanzo breve Everyone's Reading Bastard (tradotto in italiano nel 2013 con il titolo Tutti mi danno del bastardo), incentrato su una storia d'amore finita male e data in pasto al pubblico dei lettori di una rubrica. Nel 2014 viene pubblicato Funny Girl, romanzo ambientato tra il 1964 e il 1968, che racconta di una ragazza che si gioca il tutto per tutto pur di sfuggire alla monotonia della provincia inglese; una ragazza che vuole fare l'attrice, piuttosto che la soubrette, che vuole puntare sull'ironia, piuttosto che sulla bellezza, che vuole essere amata. Hornby considera il romanzo la continuazione ideale di An Education, una "storia sociale" del Regno Unito negli anni in cui erano ancora presenti forme di discriminazione sessuale e razziale.

## Adattamenti cinematografici
Parecchi libri di Hornby sono diventati film di successo. Febbre a 90°, il film tratto dal libro omonimo e interpretato da Colin Firth, è uscito nel 1997 e a differenza del libro viene raccontato un anno in particolare dell'Arsenal raccontato da Nick nel libro. Hornby stesso ha curato l'adattamento del film dal libro. Nel 2000 invece è uscito Alta fedeltà, con John Cusack, ambientato però a Chicago invece che a Londra come nel libro e il film mostra profonde differenze rispetto al libro.
In seguito al successo di questi due film, è stata realizzata la versione cinematografica di Un ragazzo, intitolata About a Boy - Un ragazzo, uscita nel 2002 con Hugh Grant come protagonista. Il film presenta qualche differenza rispetto al libro cui resta peraltro molto fedele. Nel 2005 è uscita una versione cinematografica americanizzata di Febbre a 90°, L'amore in gioco, con Jimmy Fallon nel ruolo di un accanito tifoso dei Boston Red Sox e Drew Barrymore nel ruolo della sua fidanzata, dove però il ruolo del calcio è stato sostituito dal baseball.
Nel 2012 viene realizzato in Italia il film adattamento cinematografico di un racconto È nata una star?, per la regia di Lucio Pellegrini, con Rocco Papaleo, Luciana Littizzetto e Pietro Castellitto. Nel 2014 viene realizzato Non buttiamoci giù, adattamento dell'omonimo romanzo, diretto da Pascal Chaumeil. Del cast fanno parte Pierce Brosnan, Toni Collette, Imogen Poots e Aaron Paul.
Nel 2016 viene realizzato in Italia l'adattamento cinematografico del romanzo Tutto per una ragazza con il titolo Slam - Tutto per una ragazza per la regia di Andrea Molaioli con Jasmine Trinca, Luca Marinelli e Ludovico Tersigni.
Nel 2018 è stato presentato al Sundance Film Festival Juliet, Naked - Tutta un'altra musica, adattamento cinematografico del romanzo Tutta un'altra musica. La pellicola è diretta da Jesse Peretz e interpretata da Ethan Hawke, Rose Byrne e Chris O'Dowd.

## Opere

### Romanzi
- 1992 - Febbre a 90' (Fever Pitch), Guanda, 1997
- 1995 - Alta fedeltà (High Fidelity), Guanda, 1996
- 1998 - Un ragazzo (About a Boy), Guanda, 1998
- 2001 - Come diventare buoni (How to Be Good), Guanda, 2001
- 2005 - Non buttiamoci giù  (A Long Way Down), Guanda, 2005
- 2007 - Tutto per una ragazza (Slam), Guanda, 2008
- 2009 - Tutta un'altra musica (Juliet, Naked), Guanda, 2009
- 2014 - Funny Girl,  - Funny Girl, Guanda, 2014
- 2019 - Lo stato dell'unione - (State of the Union), Guanda 2019
- 2020 - Proprio come te (Just Like You), Guanda 2020

### Racconti
- 1998 - Faith
- 2000 - Nipple Jesus
- 2005 - È nata una star? (Not a Star), Guanda, 2010 
(racconto da cui è stato tratto il film omonimo)
- 2005 - Small Country
- 2005 - Otherwise Pandemonium
- 2012 - Tutti mi danno del bastardo (Everyone's Reading Bastard), Guanda 2013

### Saggistica
- 1992 - Contemporary American Fiction
- 1992 - Fever Pitch, - Febbre a 90°, Guanda, 1997 
(saggio autobiografico sul rapporto tra l'autore e l'Arsenal Football Club.)
- 2003 - 31 Songs,  - 31 canzoni, Guanda 2003
- 2004 - The Polysyllabic Spree
- 2006 - Housekeeping vs. the Dirt
- 2008 - Shakespeare Wrote for Money, - Shakespeare scriveva per soldi, Guanda, 2009 
(raccolta di articoli apparsi su The Believer)
- 2012 - More Baths Less Talking,  - Sono tutte storie,  Guanda, 2012 
(raccolta di testi apparsi su The Believer)
- 2013 - Ten Years in the Tub
- 2013 - Stuff I've Been Reading
- 2022 - Dickens & Prince

### Antologie a cura di
- 1993 - My Favourite Year: A Collection of Football Writing, -  Il mio anno preferito Guanda, 2006 
(antologia di racconti sul calcio curata dall'autore)
- 1996 - The Picador Book of Sportswriting
- 2000 - Speaking with the Angel, - Le parole per dirlo , Guanda, 2003 
(antologia di racconti curata dall'autore)

### Varia
- 2001 - Rock, pop jazz & altro, -  (Da Capo Best Music Writing 2001) (Guanda, 2002)
(antologia di articoli sulla musica curata dall'autore)
- 2006 - Una vita da lettore, -  (The complete polysyllabic spree) (Guanda, 2006)
(raccolta di articoli apparsi su The Believer)

## Filmografia

### Sceneggiatore

#### Cinema
- Febbre a 90° (Fever Pitch), regia di David Evans (1997)
- An Education, regia di Lone Scherfig (2009)
- Wild, regia di Jean-Marc Vallée (2014)
- Brooklyn, regia di John Crowley (2015)

#### Televisione
- Love, Nina – miniserie TV, 5 puntate (2016)
- Lo stato dell'unione - Scene da un matrimonio (State of the Union) – serie TV, 20 episodi (2019-2022)
- Funny Woman - Una reginetta in TV (Funny Woman) – miniserie TV, 6 puntate (2023)

### Soggetto
- Alta fedeltà (High Fidelity), regia di Stephen Frears (2000)
- About a Boy - Un ragazzo (About a Boy), regia di Chris Weitz e Paul Weitz (2002)
- Non buttiamoci giù (A Long Way Down), regia di Pascal Chaumeil (2014)
- Slam - Tutto per una ragazza, regia di Andrea Molaioli (2016)
- Juliet, Naked - Tutta un'altra musica (Juliet, Naked), regia di Jesse Peretz (2018)

## Riconoscimenti

### Premio Oscar
- 2010 – Candidatura alla miglior sceneggiatura non originale per An Education
- 2016 – Candidatura alla miglior sceneggiatura non originale per Brooklyn

### Premio BAFTA
- 2010 – Candidatura alla miglior sceneggiatura non originale per An Education
- 2010 – Candidatura al miglior film britannico per An Education
- 2016 – Candidatura alla miglior sceneggiatura non originale per Brooklyn
- 2016 – Miglior film britannico per Brooklyn